# Bolearți, Kărdjali
Bolearți (în bulgară Болярци) este un sat în comuna Kărdjali, regiunea Kărdjali,  Bulgaria. 

## Demografie
Componența etnică a satului Bolearți
     Turci (98,3%)
     Nicio identificare (1,69%)
     Altele (0%)
La recensământul din 2011, populația satului Bolearți era de 118 locuitori. Din punct de vedere etnic, majoritatea locuitorilor (98,3%) erau turci. Pentru 1,69% din locuitori nu este cunoscută apartenența etnică.